# Docus Inzikuru
Docus Inzikuru (Uganda, 2 de febrero de 1982) es una atleta ugandesa, especialista en la prueba de 3000 m obstáculos, en la que ha logrado ser campeona mundial en 2005.

## Carrera deportiva
En el Mundial de Helsinki 2005 ganó la medalla de oro en los 3000 metros obstáculos, con un tiempo de 9:18.24 segundos que fue récord de los campeonatos, por delante de la rusa Yekaterina Volkova y la keniana Jeruto Kiptum.